# Kisbobróc
Kisbobróc (szlovákul Bobrovček) község Szlovákiában, a Zsolnai kerületben, a Liptószentmiklósi járásban.

## Fekvése
Liptószentmiklóstól 8 km-re északra, a Nyugati-Tátra völgyében fekszik.

## Története
A mai község területén már a bronzkorban is éltek emberek, ezt bizonyítják az itt előkerült bronztárgyak.
A falu a 13. században Nagybobróc határából vált ki, első lakói hódvadászok, erdei munkások voltak. Először 1231-ben még „Hodos” néven említik, a likavai uradalom része. 1625-ben 8 jobbágytelkén 15 jobbágycsalád élt, kívülük 4 házas és 4 ház nélküli zsellércsalád élt a településen. 1715-ben malma és 16 adózója volt. Az 1770-es évektől az Okolicsányi család tulajdonában állt. 1784-ben 53 házában 498 lakos élt.
A 18. század végén Vályi András így ír róla: „BOBRÓTZ. Kis Bobrótz, mali Bobrovecz. Tót falu Liptó Vármegyéb. nem meszsze Nagy Bobrótztól, birtokosa a’ Királyi Kamra, ’s a’ Likavai Uradalomhoz tartozik. Határjának, ’s vagyonnyainak tulajdonságai az előbbenihez hasonlítanak, ’s ez is első Osztálybéli.”
1828-ban 59 háza és 596 lakosa volt. Lakói szeszfőzéssel és kereskedelemmel, később ácsmunkákkal foglalkoztak.
Fényes Elek 1851-ben kiadott geográfiai szótárában így ír a faluról: „Kis- és Nagy-Bobrócz, (Bobrovecz), tót falu, 300 kath., 296. evang. lak. F. u. Okolicsányi. Ut. p. Okolicsna.”
A trianoni diktátumig Liptó vármegye Liptószentmiklósi járásához tartozott.
1946-ban egy tűzvész az egész falut elpusztította. 32 lakóház és 36 gazdasági épület égett le.

## Népessége
| Év:            | 1994. | 2004.    | 2014. | 2024.    |
| -------------- | ----- | -------- | ----- | -------- |
| Emberek száma: | 232   | 200      | 176   | 158      |
| Eltérés:       |       | -13,79 % | -12 % | -10,22 % |

| Év:            | 2023. | 2024.   |
| -------------- | ----- | ------- |
| Emberek száma: | 165   | 158     |
| Eltérés:       |       | -4,24 % |

1910-ben 289, túlnyomórészt szlovák lakosa volt.
2001-ben 212 lakosából 211 szlovák volt.
2011-ben 174 lakosa volt, mindegyikük szlovák.

## Külső hivatkozások
- Községinfó
- Kisbobróc Szlovákia térképén
- E-obce.sk Archiválva 2008. szeptember 16-i dátummal a Wayback Machine-ben